# Enrico Molteni
Enrico Molteni (* 1969) ist ein italienischer Architekt und Universitätsprofessor.

## Werdegang
Enrico Molteni studierte bis 1994 Architektur an der Architekturschule Aarhus und am Polytechnikum Mailand. Er arbeitete bei Torres-Lapeña in Barcelona und gründete 1999 mit Andrea Liverani ein Architekturbüro in Mailand. 2005 schloss er eine Promotion an der ETSAB Barcelona School of Architecture ab. Molteni lehrte an den Fakultäten von Alghero und Mailand, der Accademia di Architettura di Mendrisio, u. a. mit Marc Collomb, und seit 2016 an der Universität Genua. Enrico Molteni nahm 2006 als Designer am Italienischen Pavillon der Architekturbiennale Venedig teil. Seit 2008 ist er Redaktionsmitglied der Zeitschrift Casabella.

## Bauten
In Zusammenarbeit mit Andrea Liverani
- 2017: Villa General, Cantore
- 2010: Public kennel, Monza
- 2007: Rain-hail, Changtarai-Phuket
- 2007: IperBrianza Housing, Giussano
- 2007: House for a doctor, Casatenovo[3]
- 2004: SS36 Office centre Valassina, Carate Brianza
- 2003: Casa ST, Barlassina

Eigene Bauten
- 1999: House, Santa Margherita

## Auszeichnungen und Preise
- 2012: Medaglia d’Oro dell’Architettura Italiana der Triennale Milano
- 2010: Nominierung – Swiss Architectural Award[4]
- 2004: Piranesi Award für Casa ST, Barlassina

## Ehemalige Mitarbeiter und Assistenten
- Sebastian Carella
- Philipp Wündrich

## Interviews und Vorträge
- 2022: PLATFORM - BEST ITALIAN FUTURE LIVING DESIGN SELECTION - ENRICO MOLTENI ARCHITECTURE
- 2020: 10 domande a Enrico Molteni

## Bücher
- Tochtermann Wündrich. Selected projects. Casa editrice Libreria, 2019 mit einem Beitrag von Enrico Molteni
- La casa del consigliere Krespel. Da un racconto di E.T.A. Hoffmann. Casa editrice Libreria, 2018 mit Beiträgen von Bruther, E2A, Liverani/Molteni, Tochtermann Wündrich und Peter Wilson
- Case. Liverani / Molteni. Casa editrice Libreria, 2014